# Manuel José Tovar
Manuel José Tovar (Inquisivi, 1831-Sucre, 1869) fue un poeta boliviano.

## Biografía
Nacido el 19 de noviembre de 1831 en la localidad de Inquisivi, recibió su primera educación en la ciudad de Oruro. Realizó sus estudios universitarios en Sucre, donde se recibió de abogado en 1856, y desempeñó varios puestos públicos en la administración judicial boliviana, entre ellos el de presidente del tribunal de partido de Cobija. Participó en la redacción de publicaciones periódicas como El Amigo de la Verdad y El Porvenir, además de publicar el poema «La Creación» (1855) y otras poesías. Tovar, a quien Julio Cejador y Frauca describía como un «poeta algo verboso», se suicidó el 21 de septiembre de 1869 en Sucre.